# Mostki (województwo śląskie)
Mostki – osada leśna w Polsce położona w województwie śląskim, w powiecie częstochowskim, w gminie Kłomnice.